# Stenoma humerella
Stenoma humerella es una especie de polilla del género Stenoma, orden Lepidoptera.
Fue descrita científicamente por Walker en 1864.

## Distribución
Se distribuye por Brasil, Guayanas y Panamá.